# شرکت نیروی برق توکیو

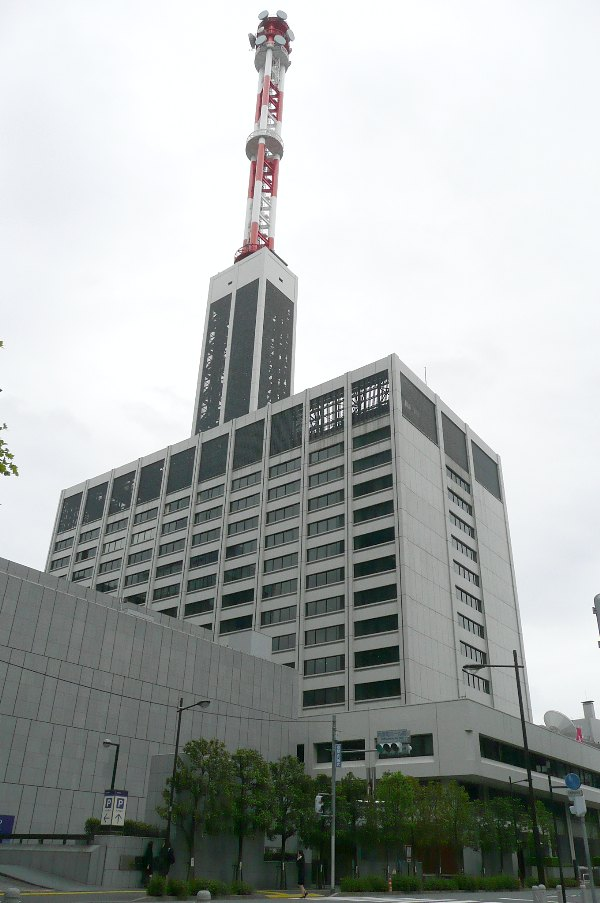
دفتر مرکزی شرکت تولید نیروی برق توکیو

شرکت تولید نیروی برق توکیو (به ژاپنی: 東京電力株式会社) که با نام‌های تودن (東電، Tōden) و تپکو (TEPCO حروف اختصاری Tokyo Electric Power Company) نیز شناخته می‌شود، برق مصرفی پایتخت و حومه، گونما، توچیگی، ایباراکی، سایتاما، چیبا، کاناگاوا، یاماناشی و بخشی از شیزوئوکا را تأمین می‌کند. دفتر داخلی آن در چیودا، توکیو، ژاپن، و دفترهای بین‌المللی آن در واشنگتن و لندن قرار دارد. تپکو چهارمین شرکت بزرگ تولید برق جهان و در آسیا اولین است. تپکو یک‌سوم بازار برق ژاپن را در اختیار دارد و میزان الکتریسیته تولیدی آن با برق مصرفی کشور ایتالیا برابری می‌کند.
در مارس ۲۰۱۱ زمین‌لرزه بزرگی شرق ژاپن را به لرزه درآورد و سونامی‌های بزرگ حاصل از آن به نیروگاه هسته‌ای شماره یک فوکوشیما که گرداننده آن شرکت تولید نیروی برق توکیو است برخورد کرد و باعث شکل‌گیری یکی از جدی‌ترین حادثه‌های اتمی جهان شد. تلاش‌ها برای مهار پیامدهای حادثه اتمی فوکوشیما ۱ همچنان ادامه دارد.